# История Марокко
История Марокко — события на территории современного Марокко с момента начала расселения там людей и до сегодняшнего дня.

## Древняя история

### Доисторический период
Люди населяли территорию Марокко с раннего палеолита (Томас I, 1,3 млн л. н.). В районе Касабланки (Томас I, Homo rhodesiensis) и Сале (Homo heidelbergensis) обнаружены орудия ашельской и мустьерской культур. Венера из Тан-Тана датируется возрастом более 300 тыс. лет назад.
Находки предполагаемых ранних Homo sapiens из Джебель-Ирхуд датируются возрастом от 240±35 тыс. лет до 378±30 тыс. лет.
Украшения атерийской культуры среднего каменного века из ракушек брюхоногих моллюсков Columbella rustica и Tritia gibbosula (Nassarius gibbosulus), найденные в пещере Бизмоун (Bizmoune Cave) на юго-западе Марокко, датируются возрастом от 142 до 150 тыс. лет.
Возрастом 108 тыс. лет датируется скелет ребёнка 7—8 лет, найденный в 2010 году в Темара. В древнейшую эпоху климатические условия региона были более благоприятны для жизнедеятельности людей. Костяной нож длиной почти 13 сантиметров из пещеры Дар-эс-Солтан-1, расположенной недалеко от атлантического побережья Марокко, датируются возрастом 90 тыс. лет назад. В 2007 году на востоке Марокко были найдены отдельные декорированные и перфорированные раковины, из которых, возможно, состояли бусы; их возраст — 82 тыс. лет.
Пещера Дар-эс-Солтан II (Dar-es-Soltane II) расположена недалеко от Эль-Мензе (Рабат). В ней прослежена стратиграфия от периода атерийской культуры до неолита. Атериец Дар-эс-Солтан-II-H5 страдал от частичной оссификации костного лабиринта, что привело, по всей видимости, к полной потере слуха, головокружениям и проблемам с равновесием. Череп Дар-эс-Солтан II-H5 очень похож на череп Oase 2 из румынской пещеры Пештера-ку-Оасе.

Зоны распространения иберо-мавританской и капсийской культур

В позднем палеолите Марокко входило в территорию распространения атерийской культуры (возможно, неандертальской), которую в мезолите сменила иберо-мавританская (оранская) культура (11—9 тыс. до н. э.) близкой к кроманьонцам мехтоидной субрасы (грот Тафоральт). В 9—6 тыс. до н. э. распространилась капсийская культура, носители которой говорили на афразийских языках и мигрировали сюда с востока континента. В период неолита возникли постоянные поселения, появилось земледелие и скотоводство. 
У представителей культуры кардиальной керамики из Каф Тахт эль-Гар (7350 л. н.) на средиземноморском побережье Марокко определили Y-хромосомную гаплогруппу G2a2b2a1a1c1a (n=2) и митохондриальные гаплогруппы U5b2b1a, U6, HV0+195, J1c3j.
В 3 — начале 2 тыс. до н. э. территория Марокко входило в зону распространения культуры колоколовидных кубков. В этот период формировалась протоберберская этническая общность племён Северной Африки и Марокко — древних ливийцев.

### Античная эпоха
С конца 2 тыс. до н. э. на побережье современного Марокко основали свои колонии финикийцы: Тингис (совр. Танжер), Шелла (Рабат), Ликсус (Лараш), Могадор (Эс-Сувейра) и другие. Они вели активную торговлю с древнеберберскими племенами и оказали большое влияние на их культуру. С VI—V веков до н. э. северная часть Марокко находилась под властью Карфагена; местные племена платили ему дань.
К IV веку до н. э. в северном Марокко сложилась крупная федерация древнеберберских племён, оформившаяся в царство Мавретания. Оно было создано на карфагенских (пунийских) основах государственного управления и находилось в зависимости от Карфагена. С середины 2 в. до н. э. Мавретания попала под влияние Рима; с конца I века до н. э. подверглась сильной романизации. В 42 году н. э. Мавретания присоединена к Римской империи, большая часть территории Марокко составила провинцию Мавретания Тингитанская с центром в Тингисе.
Среди городского населения происходила романизация. В римский период в Северном Марокко шла сельскохозяйственная колонизация; получила развитие ирригация, начали выращиваться: пшеница, оливковые деревья, виноград и другие культуры. Были построены крупные города: Волюбилис, Сале, Баназа и другие. Но кочевые берберские племена, номинально подчинявшиеся Риму, были мало подвержены влиянию римской цивилизации. С III века на территории Марокко распространилось христианство. В IV—V веках в северном Марокко усилилось влияние донатистов.

### Эпоха Великого переселения народов

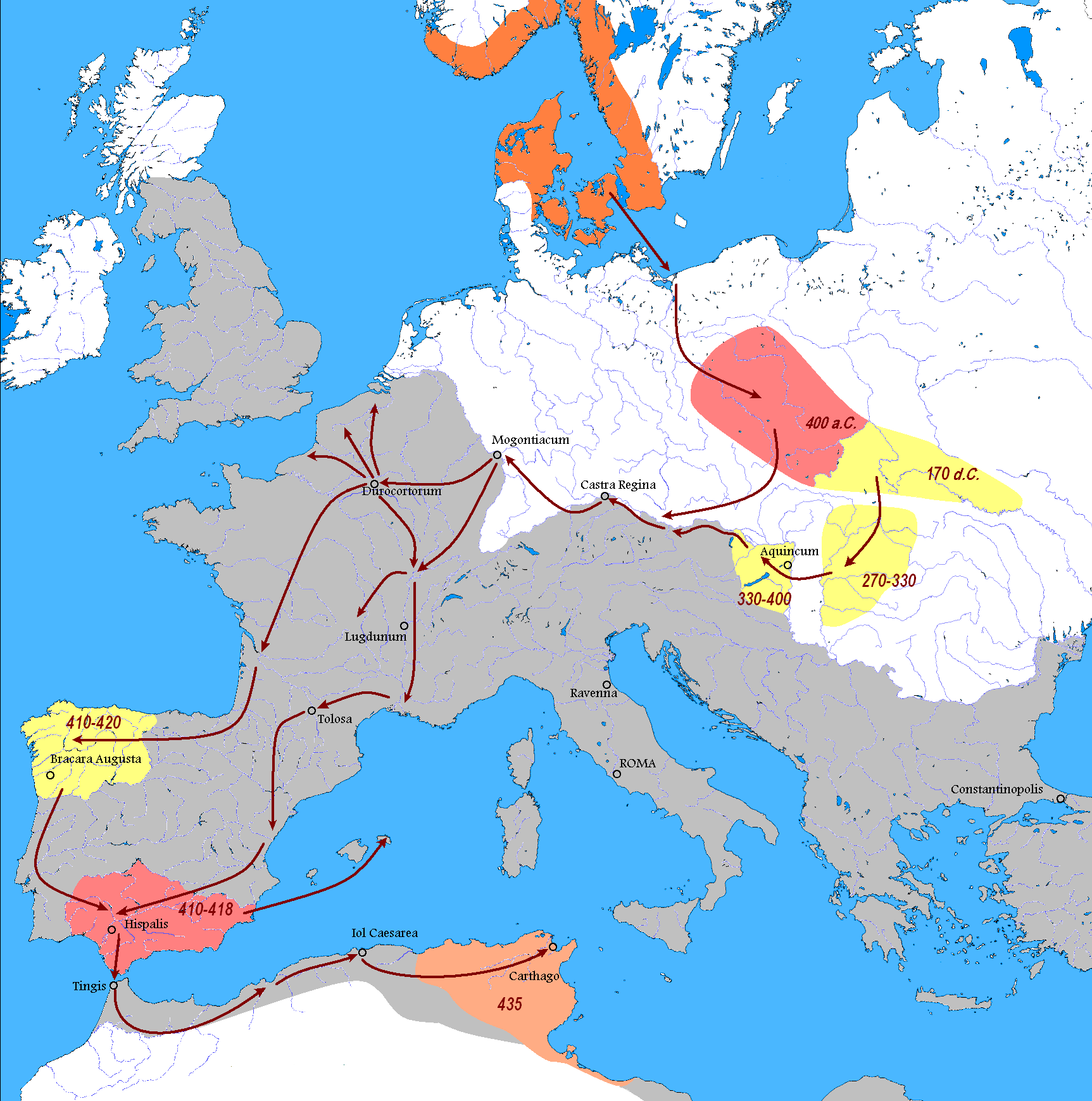
Миграция вандалов

В 429 году Танжер захватили вандалы, включив северную часть Марокко в состав своего королевства. В 534 году вандалы были разгромлены византийцами, Северное Марокко перешло под контроль Византийской империи. Но местное население поднимало частые восстания, не позволяя Византии прочно укрепиться на этих землях. Большая часть берберских племён в это время была фактически независимой.

## Средневековая история

### Марокко в составе Арабского Халифата
К началу VIII века Марокко населяли берберские племена из группы санхаджа: гомара — на побережье Средиземного моря; бергвата — на Атлантическом побережье между Гибралтарским проливом и устьем Умм-эр-Рбии; микнаса — в центре; масмуда — на западных склонах Большого Атласа и на Сусском берегу Умм-эр-Рбии; хаскура — между Сусом и Дра; лемта и лемтуна — на левом берегу Дра. Эти племена в основном сохраняли традиционные верования, но также были распространены христианство и иудаизм.
В 700-е годы на территорию Марокко вторглись арабские войска, руководимые наместником Ифрикии Мусой ибн Нусайром. Арабы покорили берберские племена до Атлантики и дошли до Сиджильмасы в Тафилалете. Около 702 года Муса ибн Нусайр овладел Танжером. Берберы обращались в ислам, среди них начал распространяться арабский язык. Арабы ввели на территории Марокко орошаемые культуры — рис, сахарный тростник, хлопчатник, распространили более засухоустойчивую пшеницу.
Вместе с берберскими племенами арабы под руководством Мусы ибн Нусайра и Тарика ибн Зияда в 711—718 годах разгромили Вестготское королевство и захватили бо́льшую часть Пиренейского полуострова.

### Государство Идрисидов

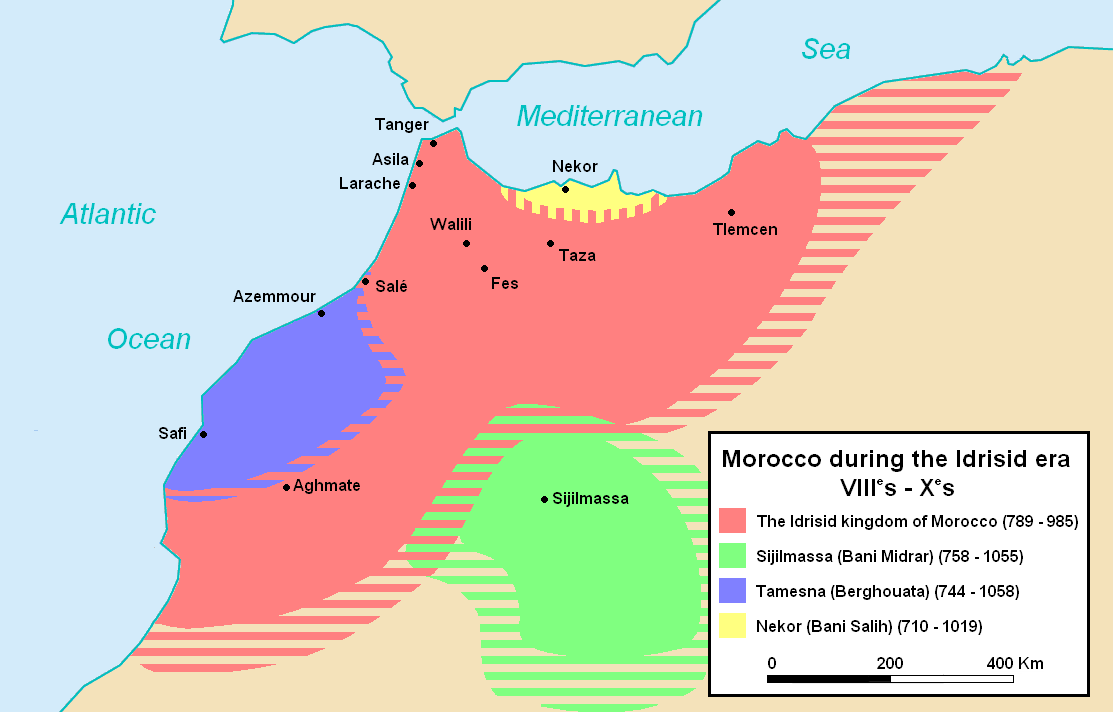
Государства на территории Марокко в VIII—X веках

В 1-й половине VIII века Магриб стал местом прибежища многих противников официального ислама — хариджитов, различных течений шиитов и других. Эти течения приобрели большое влияние среди берберских племён. В 739—742 годах произошло крупное восстание хариджитов, приведшее к падению власти Халифата на части территории Марокко и образованию государства Мидраридов в Тафилальте с центром в Сиджильмасе. На атлантическом побережье возникло объединение берберских племён бергвата в области Тамесна. Первым крупным исламским государством на территории Марокко стала держава Идрисидов, образованная в 789 году Идрисом I, потомком Пророка Мухаммада. Столица Идрисидов город Фес стал важным центром культуры и торговли Магриба. В 859 году в Фесе основан исламский университет Карауин, здесь работали многие выдающиеся географы, историки, философы, поэты. К середине IX века государство Идрисидов ослабло и разделилось на ряд княжеств. В начале X века территория Марокко была завоёвана исмаилитским халифатом Фатимидов. Во 2-й половине X в. за власть над Марокко вели борьбу Фатимиды и Кордовский халифат. В конце X — середине XI веков господствующее положение среди племён центральной части Марокко занимали мекнаса и маграва (вассалы Кордовы), восточная часть страны находилась в сфере влияния династии Зиридов.

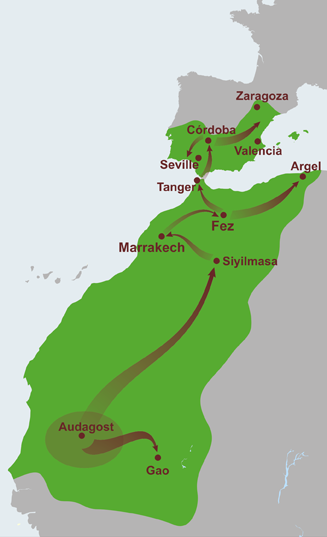
Держава Альморавидов

### Государство Альморавидов
Наибольшего расцвета достигло арабское государство при династиях Альморавидов и Альмохадов в XI-XII веках. При Альморавидах Марокко было центром огромной империи, занимавшей территории современного Алжира, Ливии, Туниса и обширные территории Испании и Португалии.
Начало державе Альморавидов положил военно-монашеский орден, сформировавшийся из берберских племён лемтуна группы санхаджа на территории современной Мавритании. Альморавиды должны были вести подвижнический образ жизни в строгом соответствии с положениями маликитского толка суннизма и обучаться военному искусству для борьбы с врагами веры. Их лидером был Абдаллах ибн Ясин, который построил рибат и начал покорение берберских племён Сахары. После взятия Аудагоста в 1054 году под властью Альморавидов оказались земли от Сенегала и верховий Нигера до Тафилальта. Военное командование находилось в руках представителей правящей семьи племени лемтуна: эмира Яхьи ибн Омара, а затем его брата Абу Бакра ибн Умара, ставшего вождём Альморавидов после смерти Абдаллаха ибн Ясина (1059). Альморавиды подчинили Южное Марокко, разгромили несуннитские государства в Тафилальте (хариджитов), в Сусе (шиитов, 1056), бергвата в Шавийи (1059); взяли Феc (1069) и обеспечили (к 1082) религиозное единство Марокко и Западного Алжира на базе суннитского ислама. На юге захватили столицу государства Гана (1076). Завоевания сопровождались уничтожением «неверных» и «отступников», а также борьбой с «неправедными правителями» и «незаконными налогами», что обеспечивало Альморавидам поддержку народа и способствовало быстрому успеху и росту движения. В 1061 году Абу Бакр ибн Умар направился в Сахару для подавления восстания, поручив командование войском на севере своему племяннику Юсуфу ибн Ташфину; который затем принял титул эмир аль-муслимин (повелитель мусульман) и после смерти Абу Бакра (1087) стал религиозным и светским главой Альморавидов. По просьбе владетелей мелких мусульманских государств Пиренейского полуострова, оказавшихся под угрозой Реконкисты, Юсуф ибн Ташфин высадился в Испании в 1086 году, отразил натиск христиан, одержав победу при Салаке, и к 1090 году подчинили себе мусульманскую Испанию. После смерти Юсуфа ибн Ташфина (1106) его сын Али получил в наследство огромное государство, включавшее Западную Сахару, Марокко, Западный Алжир, мусульманскую Испанию и Балеарские острова. Столицей государства был город Марракеш, основанный приблизительно в 1070 году Абу Бакром ибн Умаром. Поборы и бесчинства войск и правителей, особенно при преемниках Юсуфа ибн Ташфина, вызывали широкое недовольство, которое усиливалось религиозной нетерпимостью Альморавидов. При Альморавидах восторжествовал воинствующий маликизм; сочинения «еретиков» сжигались, а их обладателей приговаривали к смерти. Ослабляло государство Альморавидов и отсутствие единства в руководстве страной. Альморавиды потерпели поражение в борьбе с Альмохадами, которые в 1146 году взяли Марракеш.

### Государство Альмохадов
В 1146—1161 годах Альмохады разгромили державу Альморавидов, покорили территорию Марокко, Ифрикию и Южную Испанию. На прибрежных равнинах Марокко Альмохады расселили вторгшиеся в Магриб арабские племена бану хиляль, бану сулейм и бану макиль, что значительно ускорило процесс арабизации страны. Подъём государства Альмохадов продолжался до 1212 года, когда его войска были разгромлены испанскими христианскими королевствами при Лас-Навас-де-Толоса. После этого началось ослабление державы, завершившееся в 1269 году приходом к власти династии Маринидов.

### Династии Маринидов и Ваттасидов
В конце XII — середине XV века страной управляла династия Маринидов.
В 1472—1554 годах наибольшим могуществом на территории Марокко обладала династия Ваттасидов, которых сменили Саадиты, управлявшие страной до середины XVII века.

### Династия Саадитов
Возрождение Марокко произошло в XVI—XVII веках, особенно при султане Ахмаде аль-Мансуре аз-Захаби, чьё правление называют «золотым веком» страны. В это время (1591 год) марокканские войска под руководством Джудар-паши захватывают Сонгаи — государство в Западном Судане, поставив под свой контроль транссахарскую торговлю солью и золотом.

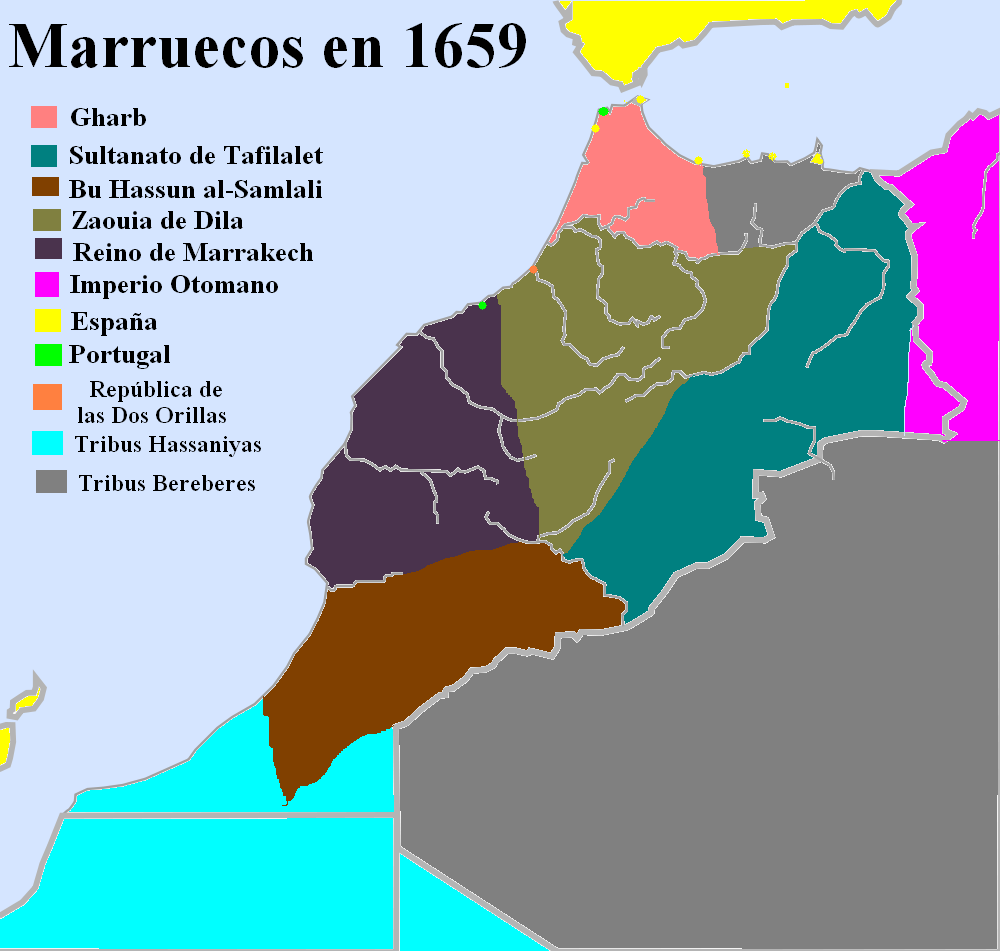
Марокко в 1659 году

С начала XV века несколько портовых городов находились под управлением португальцев и испанцев, однако к XVI веку большинство городов вновь оказались во власти марокканского султана. Государство процветало и достигло наибольшего своего объёма, захватив западную часть Алжира и простираясь на юг до Гвинеи. Португальцы были изгнаны из владений, которые они заняли в Марокко, и король Себастьян был разбит в 1578 в сражении при Эль-Ксар-эль-Кебире.

### Государство Алауитов
После смерти Ахмада, могущественнейшего из шарифов (в 1603 году), государство стало приходить в упадок вследствие постоянных внутренних войн, так что Мулай Рашиду ибн Шерифу, потомку Али и Фатимы, легко было низвергнуть, около середины XVII века, династию первых шерифов и основать новую, до сих пор правящую династию Алидов, также называемую Хозеини, Филалиды или Алауиты. Наиболее известен из них Мулей-Исмаил, правивший с 1672 по 1727 г., как величайший деспот. При преемниках его господствовали междоусобия и раздоры из-за престола, приводившие страну всё более к упадку, до вступления на престол в 1757 г. Мулей-Сулеймана, отличавшегося мягкостью и стремлением ввести европейскую культуру.
В XVII—XIX веках Марокко считалось пиратским государством, так как во многих городах фактическая власть находилась в руках морских пиратов. К примеру, республика Сале, занимавшая небольшую часть марокканского побережья, в 1627—1668 годах, по сути, была политически независима от остальной части страны. Небезынтересно, что это не мешало Марокко осуществлять дипломатические функции, в 1777 году Марокко оказалось первым государством, признавшим независимость США.

## Марокко в Новое время
После того как султан Мохаммед III бен Абдаллах умер в 1790 году, Марокко столкнулось с проблемой политического вакуума в период правления его сына Мулай-Сулеймана, который в 1819 году потерпел военное поражение от берберского союза племен айт умалу. Хотя новому султану с помощью европейцев и удалось вернуть северные районы Марокко, он окончательно укрепил свою власть благодаря действиям алимов Феса, которые в 1820 году вначале считали его неспособным правителем, но затем, за несколько месяцев до смерти Мулай-Сулеймана в 1822 году, признали его власть.
После завоевания Алжира французами, Абд аль-Кадир объявил войну против Франции, и запросил помощи у марокканского султана Мулая Абд ар-Рахмана. Султан принял предложение и это послужило началом Франко-марокканской войны. Франция направила боевые корабли для обстрела Танжера 6 августа 1844 года. Во время данного обстрела была уничтожена большая часть города и его укреплений. Французы затем обстреляли Эс-Сувейру. После того, как французская армия одержала победу над марокканской конницей в битве у реки Исли, султан Мулай Абд ар-Рахман попросил мира, а 10 сентября 1844 года заключил мирный договор с Францией у города Танжер.
В ноябре 1851 года в ответ на разграбление французского грузового судна жителями города Сале французский флот подверг этот город бомбардировке.
Угроза европейского вмешательства побудила султана инициировать ряд реформ. Под давлением британского консула Джона Хея султан подписал договор о торговых преференциях, который открыл двери страны для импорта британских тканей. Из-за этого пострадали ремесленники Феса.
В 1859—1860 годах Испания заняла часть земель султаната.
Султан Хасан I, правивший с 1873 года, стремился модернизировать экономику и армию и в то же время приостановить проникновение европейцев. Пытаясь уменьшить зависимость Марокко от какой-либо одной европейской страны, он в 1880-е годы предложил провести конференцию в Мадриде. Но на этой конференции так и не удалось договориться по главным вопросам: уменьшению бремени дипломатической защиты европейцев и освобождению их от уплаты подоходного налога от торговой и сельскохозяйственной деятельности.
В конце XIX века Марокко, управляемое с 1894 по 1908 год Абд-ул-Азизом, а с 1908 по 1912 год — Абд аль-Хафидом, стало объектом соперничества Испании, Франции, Англии, а в XX века — также и Германии. Захват Францией всей Сахары и части Судана, сделавший её властительницей почти всей Западной Африки, вызвал стремление её к преобладанию в тех соседних государствах, которые сохраняли ещё свою самостоятельность. Англо-французским соглашением 8 апреля 1904 года Марокко было признано входящим в сферу французского влияния; но это соглашение возбудило протест со стороны Германии. В 1905 году Вильгельм II посетил Марокко, и вслед за тем германский резидент в Фесе Таттенбах и канцлер Бюлов начали сильную кампанию против французского влияния в Марокко. Они потребовали, чтобы проект реформ в Марокко, выработанный Францией, был рассмотрен на конференции представителей заинтересованных держав, а не проведён одной только Францией. Резкий отказ Делькассе вступать в переговоры с Германией по вопросу о реформах в Марокко едва не довёл Францию до открытого разрыва с Германской империей. Вмешательство Рувье и отставка Делькассе помогли уладить конфликт, и 10 июля 1905 года между Францией и Германией было подписано соглашение о созыве конференции. Соглашение это оставило открытым целый ряд вопросов — о реорганизации марокканской полиции, основании в Марокко банка, предоставлении Германии порта Могадора в Атлантическом океане и так далее. Вопрос о реорганизации полиции привёл Францию и Германию к конфликту. Германия настаивала на том, чтобы реорганизация полиции была поручена всем заинтересованным державам. Против этого решительно протестовала Франция. В результате все спорные вопросы были переданы на рассмотрение международной конференции, которая собралась в феврале 1906 года в Альхесирасе (в Испании) и должна была решить судьбу Марокко.
В результате Марокканских кризисов 1905 и 1911 годов. Франция обрела бо́льшую часть территории Марокко. В 1912 году султан Марокко Абд аль-Хафид подписал Фесский договор, предусматривавший превращение Марокко во французский протекторат.

### Колониальная эпоха

Марокко в колониальный период

## Современный период истории Марокко

### Независимое Марокко во второй половине XX века
После трёхлетнего периода массовых выступлений, в ряде местностей страны перешедших в повстанческое антифранцузское выступление, и политического кризиса, вызванного попытками смены короля, в марте 1956 года Франция признала независимость Марокко, а в апреле независимость получило и Испанское Марокко, хотя несколько городов осталось за испанцами.

### История Марокко в начале XXI века
Марокко является членом ООН, МОТ, МВФ, ВОЗ, Лиги арабских стран. Марокко считается традиционным союзником США и Франции в регионе. В июне 2004 года Марокко получило статус главного союзника США, не входящего в НАТО. Тогда же были подписаны торговые соглашения с США и ЕС.
В феврале 2011 года мирные демонстрации состоялись в городах Марокко, требования к ограничению власти короля, решению социальных проблем. 1 июля 2011 года в Марокко прошёл референдум по проекту конституционной реформы, предложенному королём. Около 98,5 % избирателей высказались за реформу конституции.